# Curvularia borreriae
Curvularia borreriae är en svampart som först beskrevs av Viégas, och fick sitt nu gällande namn av M.B. Ellis 1966. Curvularia borreriae ingår i släktet Curvularia och familjen Pleosporaceae.   Inga underarter finns listade i Catalogue of Life.